# Catedral basílica de la Asunción de la Santísima Virgen María (Leópolis)
La Basílica Catedral de la Asunción de la Santísima Virgen María  o la Catedral Latina (en ucraniano: Архікафедральна базиліка Успіння Пресвятої Діви Марії) es un catedral católica del siglo XIV situada en Leópolis (Lviv), en la parte occidental del país europeo de Ucrania. Se encuentra en el casco antiguo de la ciudad, en la esquina suroeste de la plaza del mercado, llamada plaza de la Catedral. 

## Historia
La primera iglesia construida en este sitio fue una pequeña capilla de madera católica dedicada a la Santísima Trinidad, construida en 1344 y que se perdió en un incendio seis años más tarde. En 1360, el rey Casimiro III de Polonia impulsó la construcción de la iglesia actual, construida en estilo gótico, como una catedral de la diócesis latina recién creada. La iglesia fue consagrada en 1405 y la parroquia se trasladó aquí desde la iglesia de María de la Nieve. En 1412 la sede del obispo fue transferida desde Hálych. Los trabajos de construcción continuaron durante todo el siglo XV y en 1481 la catedral fue finalmente consagrada.
En 1440 el arzobispo metropolitano de Kiev, el cardenal Isidoro de Kiev celebró una misa por la unificación cristiana a su regreso del Concilio de Florencia. Además, fue visitada por varios reyes polacos como Juan II Casimiro, quien pidió seguridad a la virgen para la Mancomunidad polaco-lituana.
Entre los años 1761-1776 la catedral fue remodelada en estilo barroco y se añadió un campanario. En 1776 se coronó el icono de la Virgen y se ubicó en el altar mayor. En 1892-98 el presbiterio fue remodelado en estilo neogótico y vidrieras, diseñado por Józef Mehoffer y Jan Matejko. En 1910 se le concedió el estatus de basílica menor por el papa Pío X.
Tras la anexión soviética de la mitad de Polonia, la catedral Latina fue la única de las dos iglesias, junto a la iglesia católica de San Antonio, que permaneció en activo o que no fue anexionada al patriarcado moscovita en Leópolis durante el dominio soviético, mientras que los obispos se exiliaron a Lubaczów, una ciudad en el extremo sureste de Polonia, cerca de la frontera de la actual Ucrania. En 1991 el papa Juan Pablo II reactivó la Diócesis de Leópolis.
Durante este interlapso soviético, el icono de la Virgen se trasladó a Cracovia tras la Segunda Guerra Mundial, y más tarde en 1974 a la procatedral en Lubaczów. En 1983 fue coronada de nuevo en Jasna Góra y continúa actualmente en Lubaczów. La catedral de Leópolis alberga una copia que también fue coronada por el papa Juan Pablo II durante su visita apostólica a Ucrania el 26 de junio de 2001.